# Ptiloprora perstriata
Ptiloprora perstriata là một loài chim trong họ Meliphagidae.